# Hydrobasileus
Genre
Hydrobasileus est un genre d'insectes de la famille des Libellulidae, appartenant au sous-ordre des anisoptères dans l'ordre des odonates. Il comprend trois espèces. 

## Espèces du genreHydrobasileus
- Hydrobasileus brevistylus (Brauer, 1865)
- Hydrobasileus croceus (Brauer, 1867)
- Hydrobasileus vittatus Kirby, 1889